# 中央通り (高松市)

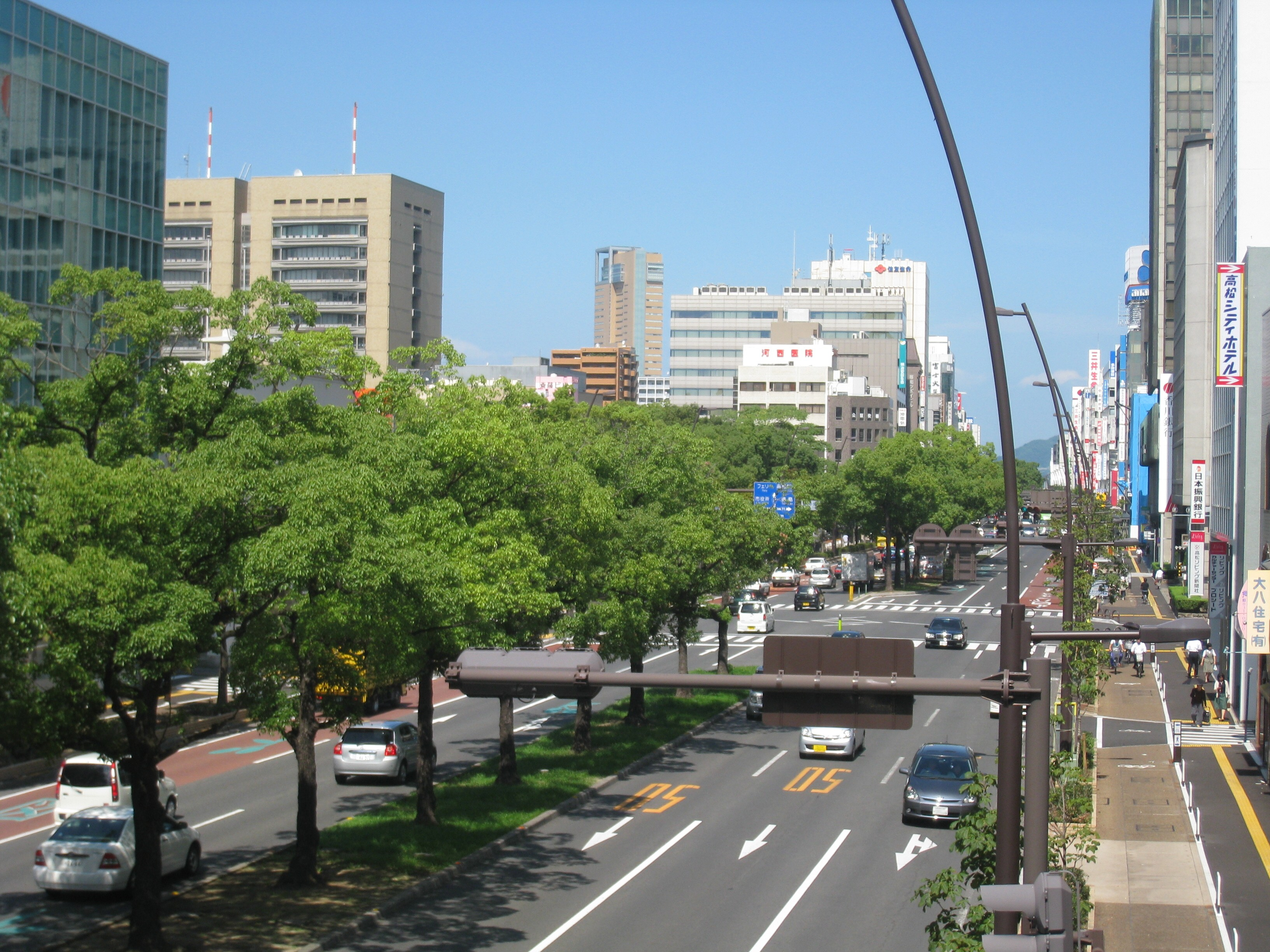
国税局前から市役所、サンポート方面を見る

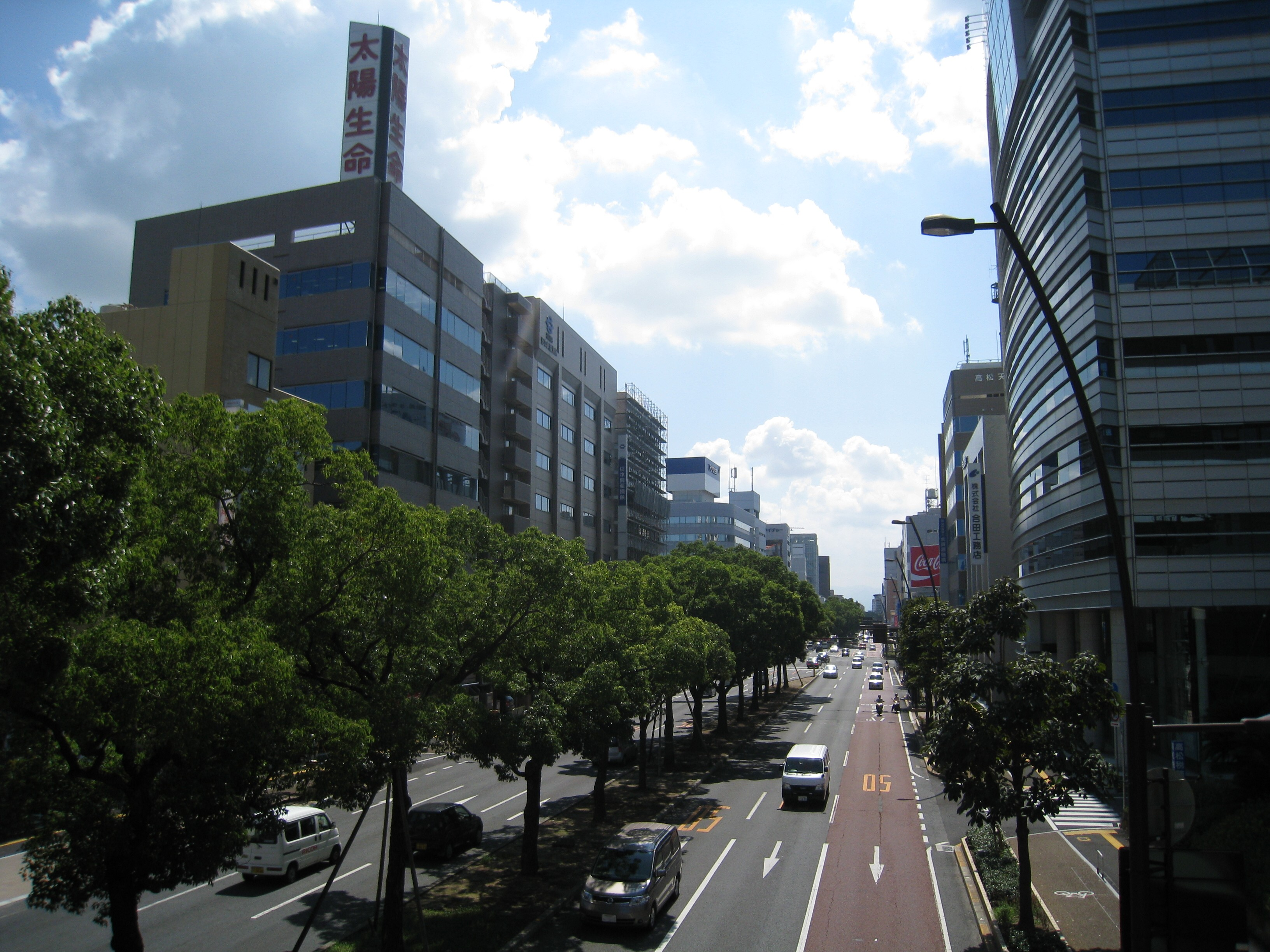
天神前周辺

中央通り（ちゅうおうどおり）は、国道30号および国道11号のうち、香川県高松市のサンポート高松玉藻交差点から栗林公園前交差点に至る全長約2.4 kmの区間の愛称。名称の汎用性から高松中央通りとも呼ばれる。
文字どおり市域の中央を南北に貫く高松市のメインストリートであり、シンボルゾーンである。そのオアシスロードとして日本の道100選に選定されている。

## 概要
起点のサンポート高松玉藻交差点から中新町交差点までの幅員は36m、そこから栗林公園前交差点までは33mであり、全区間上下3車線である。うち幅員4mの中央分離帯には8m間隔で214本のクスノキの大木が植えられ、高松市のシンボルであるとともに景観の良さが評価され、1986年（昭和61年）8月10日の道の日に旧建設省と「道の日」実行委員会により制定された「日本の道100選」に選定されている。また1994年（平成6年）には読売新聞社選定の「新・日本街路樹100景」の一つに選定されている。
沿道には日本銀行高松支店、高松高等裁判所、高松国税局をはじめとする公的機関や、大手企業の支社・支店、百十四銀行、香川銀行、穴吹工務店などの香川県を代表する企業の本社などが置かれており、四国における経済・行政・司法の拠点の一つとなっている。
旧丸亀街道である兵庫町商店街との交差点には、高松市道路元標がある。

### 路線データ
- 起点：香川県高松市寿町一丁目（サンポート高松玉藻交差点・国道30号水城通り交点）
- 終点：香川県高松市栗林町一丁目（栗林公園前交差点・県道280号高松香川線交点）
- 総延長：2.4 km
- 幅員：36m、33m（中新町交差点-終点）
- 車線数：6車線
- 最高速度：50 km/h
- 道路構造令による規格：第4種第1級
- 路線名
  - サンポート高松玉藻交差点 - 番町交差点　国道30号（国道436号重複）
  - 番町交差点 - 中新町交差点　国道11号（国道30号・国道436号重複）
  - 中新町交差点 - 栗林公園前交差点　国道11号（国道32号・国道193号・国道492号重複）

## 歴史

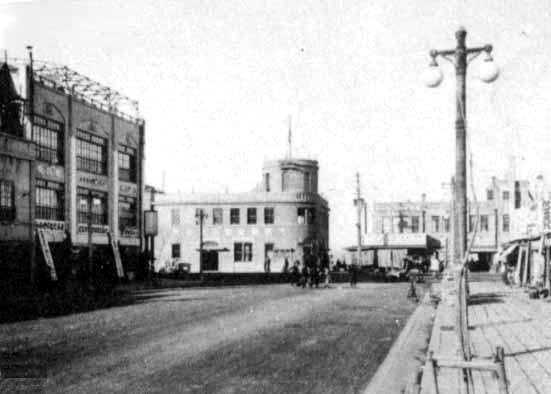
戦前の現・高松駅前交差点付近

中央通りの前身は、昭和天皇（当時皇太子）成婚の記念として、1924年（大正13年）7月に着工し1925年（大正14年）3月31日に竣工した高松城総曲輪内を貫通するように整備された「記念道路」である。開通時の幅員は22m、延長は616mで、開通後は沿線に大企業の支店が次々と進出し、当時としては珍しい鉄筋コンクリートの建物が立ち並ぶなど、四国有数のビジネス街としての歴史が始まる。記念道路は高松城の総曲輪内を貫通しており、道路用地だけでなく特に旧桜の馬場の西半分は中堀も含めて埋め立てられ、道路に沿うように城内の施設も一切取り払われて市街地として造成されている。開通から3年後の1928年（昭和3年）にそれまで高松城内であった記念道路沿線が寿町として新湊町一丁目〜四丁目から独立した。
2006年（平成18年）に公開された高松空襲直後に米軍が損害評価のため撮影した航空写真によれば、第二次世界大戦中にはすでに中新町交差点までは整備されていたことが確認されている。戦後は戦災復興都市計画により整備され、1954年（昭和29年）に栗林公園までの区間が延伸された。戦災復興都市計画によって整備された当時は、香川県内でも幅員の広い規格の道路で、幅員4mある中央分離帯のクスノキは1948年（昭和23年）から1949年（昭和24年）にかけて植栽されたものである。のちにこの中央分離帯は、高松市と当時の建設省（現国土交通省）の覚書により、1986年（昭和61年）から高松市が四季の花を植栽するようになった。

### 年表
- 1925年（大正14年）：寿町 - 兵庫町間が開通。
- その後終戦までに兵庫町 - 中新町交差点間が開通。
- 1954年（昭和29年）：中新町交差点 - 栗林公園前交差点間開通により、全線開通。
- 1955年（昭和30年）：中新町交差点の通行方式がロータリー式から信号機式に変更。
- 1965年（昭和40年）12月7日：四国初となる横断歩道照明灯が設置される。
- 1969年（昭和44年）12月25日：高松北バイパス開通に伴い、番町交差点 - 中新町交差点間を国道11号に編入。
- 1974年（昭和49年）
  - 中新町交差点に地下道が完成。
  - 中央通りと八幡通りの交差点付近に高松プレジデントホテルが開業。
  - 12月20日：上り線バス優先レーンの設置。
- 1975年（昭和50年）4月9日：高松南バイパス開通に伴い、中新町交差点以南を国道11号に編入。
- 1976年（昭和51年）
  - 2月15日：上り線バス優先レーン延長。同年、鍛冶屋町交差点に信号機設置。
  - 7月：京王プラザホテル高松が開業[6]。旧・高松プレジデントホテルの運営を引き継いだもの。
- 1977年（昭和52年）7月1日：上り線バス優先レーン再延長。
- 1982年（昭和57年）
  - 2月24日：寿町一丁目 - 中央公園南交差点間の約1,250mにおいて下り線バス優先レーン設置。
  - 同年、景観を損なうという理由から、中央分離帯のクスノキの丸刈り剪定を廃止。
- 1983年（昭和58年）2月23日：中新町交差点 - 室新町交差点間の約1,450m区間において下り線バス優先レーン設置。
- 1986年（昭和61年）8月10日：日本の道100選に選定される[2]。
- 1997年（平成9年）4月：京王プラザホテル高松が閉業[6]。跡地は東横イン高松中新町となる。
- 1999年（平成11年）2月23日：バス優先レーンのカラー舗装。
- 2002年（平成14年）
  - 1月：中央分離帯の開口部のうち、琴電高松築港駅前（開口幅員：6.1m）、法務局・裁判所前（同10.3m）、中新町交差点北（同9.4m）、中新町交差点南（同8.8m）、栗林公園北（同11.6m）、公園前交番北（同9.0m）の計6ヶ所を土嚢で仮閉塞。
  - 4月：土嚢で仮閉塞していた中央分離帯の開口部計6ヶ所をコンクリート縁石で完全封鎖。
  - 6月28日：中野町南交差点に新規信号機設置。それに伴い、接続する北西側の一方通行道路の進行方向転換と東側接続路の新規一方通行指定。
- 2004年（平成16年）
  - 2月10日：7:00 - 9:00と17:00 - 19:00に全線で公共車両優先システムを導入。
  - 6月10日：中央分離帯の開口部のうち、香川銀行本店前を封鎖。中央公園南交差点上り線に右折レーン設置。それに伴い、中央分離帯のクスノキ5本を裁判所前、美術館交差点前、中央公園前、NTTドコモ前、中新町交差点北へそれぞれ移植。
- 2006年（平成18年）6月1日 - 市条例によりサンポート高松地区、高松中央商店街の大部分と共に全線が歩きタバコ禁止区域に指定される。
- 2007年（平成19年）11月12日 - 12月9日 - 高松築港バス停 - 高松高等裁判所間と中央公園東の歩道それぞれ約200m区間で歩行者・自転車分離柵の通行実験。
- 2008年（平成20年）
  - 7月16日：寿町交差点 - 中新町交差点間の約1.4km区間において、四国初となる歩行者・自転車分離柵の設置工事を総事業費約3,000万円で開始。
  - 8月29日：番町交差点 - 中新町交差点間の約500m区間において歩行者・自転車分離柵の部分運用開始。
  - 10月3日：寿町交差点 - 番町交差点間の歩行者・自転車分離柵完成により全区間運用開始。
  - 12月：歩行者・自転車分離柵を延長。中新町交差点 - 栗林公園間の約800メートル区間において、レンガブロック舗装と花壇の撤去による歩道拡張工事が完了。
- 2010年（平成22年）1月：中新町交差点 - 栗林公園交差点間と室新町交差点 - 東紙町交差点間で歩行者・自転車分離柵の運用を開始。
- 2016年（平成28年）6月29日：老朽化により東横イン高松中新町が閉館[7][8]。のちに建物は解体され、分譲タワーマンションが建設される[9][10]。

## 路線状況
片側3車線ではあるが、北へ行くほど路上駐車が多くなり、特に国道30号の区間である番町交差点以北は常に外側1車線がふさがっている。また、全線にわたって右折レーンが無い小規模交差点が多く、内側1車線は右折待ちの車両によって塞がっていることが多い。毎年8月14日には「さぬき高松まつり」総踊りが開催されるため、中央公園を中心に、寿町交差点から中新町交差点までの区間が歩行者天国となり、交通規制が敷かれる。また、12月には高松冬のまつりが中央公園で開催され、中央通りにも数10万個のイルミネーションが灯される。
中央分離帯は平均樹高10 mを超すクスノキが整然と林立する。ここにムクドリが生息しており、夏秋冬の非繁殖期には約3000羽のムクドリが騒音、糞害などを起こす。日中は自然の豊富な高松市郊外でエサを取るなどの活動をしているため特に夕方の騒音が激しい。ムクドリは有害鳥獣の一種でカラスやヘビなどの天敵のよりつきにくい市街地にねぐらをとり、日中は周辺に餌を取りに行く。そのことから、高松市周辺ではまだ自然が残されていることや、中央分離帯に生息しているため歩行者への糞害は少ないこと、自然との共存などを考慮し駆除は行われていない。

### 通行規制
- バス優先レーン（路線バス、通学通園バス、通勤送迎バス）：上り全線（7:30 - 8:30）、下り中央公園南交差点 - 中新町交差点を除く全線（17:00 - 18:00）

バス優先レーン適用時間帯は駐停車禁止となる。除外車は上記対象車両に加え、緊急自動車・郵便収集車。タクシーは乗降時のみ停車可。なお下り線のうち、中央公園南交差点〜中新町交差点が規制されていないのは、各交差点が瓦町駅への流入・流出路となっているため、全便が同駅を経由している一般路線バスは同区間を通らないからである（高速バスと高松空港行きリムジンバスの一部は経由しないため同区間を通る）。バス優先レーンは栗林公園前交差点から先の室新町交差点まで続いている。

### 交通量
全線を通した平均交通量は3万3519台。都心部よりも南に向かうほど交通量が増え、混雑度も高くなる。前回2005年調査時と比較すると全線で交通量が減少している。全線最高速度は50km/hであるが、昼間12時間の平均旅行速度は非常に遅く、特に起点のサンポート高松玉藻交差点から中新町交差点までは都心部に位置することもあって、流れは20km/hにも満たない。

#### 2010年
| 区間                              | 観測地点                   | 交通量    | 交通量  | 昼間 混雑度 | 昼間平均旅行速度 | 昼間平均旅行速度 |
| 区間                              | 観測地点                   | 2010年    | 前回比  | 昼間 混雑度 | 上り             | 下り             |
| --------------------------------- | -------------------------- | --------- | ------- | ----------- | ---------------- | ---------------- |
| サンポート高松玉藻交差点-高松駅前 | 高松市磨屋町8番1号         | 2万8455台 | -3491台 | 1.15        | 12.5 km/h        | 12.4 km/h        |
| 高松駅前交差点-寿町交差点         | 高松市磨屋町8番1号         | 2万8455台 | -3491台 | 1.15        | 16.4 km/h        | 15.8 km/h        |
| 寿町交差点-裁判所前交差点         | 高松市磨屋町8番1号         | 2万8455台 | -3491台 | 1.15        | 10.7 km/h        | 13.9 km/h        |
| 裁判所前交差点-番町交差点         | 高松市磨屋町8番1号         | 2万8455台 | -3491台 | 1.15        | 19.6 km/h        | 13.8 km/h        |
| 番町交差点-中新町交差点           | 高松市亀井町6番1号         | 3万7631台 | -4324台 | 1.26        | 17.1 km/h        | 18.8 km/h        |
| 中新町交差点-栗林公園前交差点     | 高松市藤塚町一丁目11番22号 | 4万9665台 | -2067台 | 1.90        | 20.8 km/h        | 25.4 km/h        |
| 平均                              | 平均                       | 3万3519台 | -3393台 | 1.29        | 16.2 km/h        | 16.7 km/h        |

#### 2005年
| 地先                      | 平日24時間 | 平日24時間 | 平日24時間 | 平日24時間 | 休日24時間 | 休日24時間 | 休日24時間 | 休日24時間 | 休日率 |
| 地先                      | 交通量     | 混雑度     | ピーク時   | ピーク時   | 交通量     | 混雑度     | ピーク時   | ピーク時   | 休日率 |
| 地先                      | 交通量     | 混雑度     | 時間       | 旅行速度   | 交通量     | 混雑度     | 時間       | 旅行速度   | 休日率 |
| ------------------------- | ---------- | ---------- | ---------- | ---------- | ---------- | ---------- | ---------- | ---------- | ------ |
| 高松市磨屋町8番地1        | 3万1946台  | 1.29       | 14時       | 19.8 km/h  | 3万222台   | 1.26       | 14時       | 18.3 km/h  | 98%    |
| 高松市亀井町6番地1        | 4万1955台  | 1.04       | 14時       | 16.4 km/h  | 3万5138台  | 0.90       | 14時       | 7.8 km/h   | 87%    |
| 高松市藤塚町一丁目3番28号 | 5万1732台  | 1.16       | 17時       | 16.4 km/h  | 4万3087台  | 1.00       | 16時       | 26.3 km/h  | 87%    |

### 都市計画道路指定
都市計画道路高松港岩崎線は当道路と空港通りの各全線からなる。かつては高松市寺井町を境に以北が高松港寺井線、以南が岩崎寺井線と別々に指定されていたが、2006年（平成18年）6月2日の香川県告示第457号によって統合されて現路線名に改名された。高松港寺井線は1946年6月5日、戦災復興院告示第39号により指定。車線数・名称の変更などを除く最終決定日は1992年（平成4年）12月11日。岩崎寺井線は1984年（昭和59年）9月1日、香川県告示第655号により指定。車線数・名称の変更などを除く最終決定日は2001年（平成13年）3月30日。
都市計画道路高松港岩崎線
- 指定部分：全線
- 路線番号：3・3・104
- 指定日：1946年（昭和21年）6月5日

## 地理

### 通過する自治体
- 香川県高松市

### 交差する道路
| 距離標 （国道起点）                           | 接続する道路 西← 〈中央通り〉 →東   | 接続する道路 西← 〈中央通り〉 →東                               | 交差点             | 交差点 |
| --------------------------------------------- | ----------------------------------- | --------------------------------------------------------------- | ------------------ | ------ |
| ↑市道高松駅北線（サンポート高松・高松港方面） |                                     |                                                                 |                    |        |
| 0.5 km                                        | -                                   | 〈水城通り〉 国道30号                                           | サンポート高松玉藻 | 高松市 |
| 0.6 km                                        | 県道173号高松停車場栗林公園線       | -                                                               | 高松駅前           | 高松市 |
| 0.7 km                                        | 市道高松駅南線                      | -                                                               |                    | 高松市 |
| 0.9 km                                        | 〈瀬戸大橋通り〉 市道高松海岸線     | 〈瀬戸大橋通り〉 市道高松海岸線                                 | 寿町               | 高松市 |
| 1.0 km                                        | 市道寿町扇町線                      | 県道159号高松港線                                               | 裁判所前           | 高松市 |
| 1.1 km                                        | 〈兵庫町商店街〉 市道兵庫町西通町線 | 〈兵庫町商店街〉 市道片原町沖松島線                             | 兵庫町             | 高松市 |
| 1.3 km                                        | 〈美術館通り〉 市道二番町築地線     | 〈美術館通り〉 市道二番町築地線                                 | 紺屋町             | 高松市 |
| 1.6 km 80.3 km                                | 市道五番町西宝線                    | 国道11号高松北バイパス                                          | 番町               | 高松市 |
| 80.5 km                                       | 〈菊池寛通り〉 市道天神前瓦町線     | 〈菊池寛通り〉 市道天神前瓦町線                                 | 中央公園南         | 高松市 |
| 80.9 km                                       | 〈丸亀街道〉 県道33号高松善通寺線   | 〈観光通り〉 県道43号中徳三谷高松線 （県道155号牟礼中新線重複） | 中新町             | 高松市 |
| 81.1 km                                       | 〈八幡通り〉 市道馬場田町線         | 市道馬場田町線                                                  | 旅篭町             | 高松市 |
| 81.2 km                                       | -                                   | 市道中野町御坊川線                                              |                    | 高松市 |
| 81.4 km                                       | 市道天神前中野町1号線               | 市道栗林町1号線                                                 | 中野町南           | 高松市 |
| 81.4 km                                       | 市道栗林町1号線                     | 市道栗林町1号線                                                 | 中野町南           | 高松市 |
| 81.5 km                                       | -                                   | 市道栗林上福岡線                                                | 栗林公園北         | 高松市 |
| 81.7 km                                       | -                                   | 県道280号高松香川線                                             | 栗林公園前         | 高松市 |
| ↓国道11号高松南バイパス（上天神方面）         |                                     |                                                                 |                    |        |

### 建築物
当道路は高松市のメインストリートであるほか、沿線は四国地方の経済を支える有数のオフィス街であり、高層ビルが林立している。
以下、北より順に記載。
| 名称                                                | 所在地                     | 竣工年 | 階数 | 高さ  | 尖塔部 |
| --------------------------------------------------- | -------------------------- | ------ | ---- | ----- | ------ |
| 日本生命高松駅前ビル                                | 高松市寿町一丁目1番8号     | 1987年 | 12階 |       |        |
| 高松センタービル                                    | 高松市寿町二丁目4番20号    | 1974年 | 12階 |       |        |
| 東明ビル                                            | 高松市古新町3番地1         | 2007年 | 13階 | 62.4m |        |
| 住友生命高松ビル                                    | 高松市番町一丁目6番1号     | 1978年 | 14階 | 56.0m |        |
| 百十四銀行本店                                      | 高松市亀井町5番地1         | 1966年 | 16階 | 66.0m |        |
| NTTドコモ四国ビル                                   | 高松市天神前9番1号         | 1999年 | 11階 | 50.6m | 99.8m  |
| 明治安田生命高松藤塚町ビル （アーバンスクエア高松） | 高松市藤塚町一丁目10番30号 | 2001年 | 12階 | 52.1m |        |
| 穴吹工務店本社ビル                                  | 高松市藤塚町一丁目11番22号 | 1989年 | 11階 |       |        |

### 沿道にある施設など
オフィス街の中心にあり1981年（昭和56年）野球場跡地に完成した高松市立中央公園のほか、沿道には、高松駅前の玉藻城、サンポート高松、松平藩11代の庭園である栗林公園など、高松市を代表するシンボルゾーンがあり、散策などの格好のコースとして香川県民や高松市民にも親しまれている。
行政機関
- 高松市役所
- 農林中央金庫高松支店
- 高松高等裁判所
- 高松地方裁判所
- 高松高等検察庁
- 高松地方検察庁
- 高松区検察庁
- 高松法務局
- 高松矯正管区
- 高松出入国在留管理局
- 高松国税局

金融機関
- 日本銀行高松支店
- 日本政策金融公庫高松支店
- 日本政策投資銀行四国支店
- 百十四銀行本店（ゆめタウン高松出張所・田町支店・同桜町出張所・宮脇支店はブランチインブランチ）
- トモニホールディングス本店
- 香川銀行本店（宮脇町出張所・南新町出張所・兵庫町支店はブランチインブランチ）・事務センター
- 香川証券本社
- 香川県信用組合本店
- 三菱UFJ銀行高松中央支店（高松支店はブランチインブランチ）
- みずほ銀行高松支店・高松法人支店
- 三井住友銀行高松支店
- 三井住友信託銀行高松支店
- あおぞら銀行高松支店
- 伊予銀行高松支店

主な企業の本社・本店
- 四国電力本店
- 穴吹工務店本社
- 穴吹興産本社
- 四国新聞社本社
- JA香川県本店

公園
- 栗林公園
- 玉藻公園
- 高松市立中央公園